# Człowiek na krawędzi
Człowiek na krawędzi (tytuł oryg. Man on a Ledge) – amerykański film fabularny z 2012 roku, wyreżyserowany przez Asgera Letha.

## Fabuła
Nowy Jork, wczesny ranek. Do hotelu Roosevelt wchodzi pewien mężczyzna. Wjeżdża na 21. piętro, po czym niespodziewanie wychodzi przez okno. Staje na gzymsie i zapowiada, że popełni samobójstwo. Na miejscu błyskawicznie zjawia się policja. Negocjatorka Lydia Mercer podejmuje rozmowę z desperatem. Szybko ustala jego nazwisko: Nick Cassidy. Okazuje się, że był on kiedyś policjantem, który złamał prawo i trafił do więzienia, a po ucieczce z aresztu stał się poszukiwanym zbiegiem. Cassidy twierdzi, że jest niewinny, a próba samobójcza ma pomóc mu w oczyszczeniu swego imienia. Nie zejdzie z gzymsu, dopóki nie zostanie wysłuchany. Lydia nie zdaje sobie sprawy, że jej rozmowa z Cassidym jest tylko jednym z elementów sporej intrygi.

## Obsada
- Sam Worthington − Nick Cassidy
- Elizabeth Banks − Lydia Mercer
- Jamie Bell − Joey Cassidy
- Anthony Mackie − Mike Ackerman
- Génesis Rodríguez − Angie
- Ed Harris − David Englander
- Kyra Sedgwick − Suzie Morales
- Edward Burns − Jack Dougherty
- Titus Welliver − Nathan Marcus
- William Sadler − lokaj

## Nominacje
W 2012 roku podczas 11. edycji ALMA Awards Génesis Rodríguez była nominowana do nagrody ALMA Award w kategorii Favorite Movie Actress–Supporting Role.